# Sur les deux matières
Sur les deux matières est le douzième traité des Ennéades, et quatrième livre de la deuxième Ennéade qui traite du cosmos, rédigé par Plotin. Celui-ci prend pour sujet la matière.